# آلخاندرو داویدوویچ فوکینا
آلخاندرو داویدوویچ فوکینا (انگلیسی: Alejandro Davidovich Fokina؛ زادهٔ ۵ ژوئن ۱۹۹۹) تنیس‌باز اهل اسپانیا است.